# Edward Korus
Edward Korus (ur. 6 stycznia 1930 we wsi Gózd, zm. 2 listopada 1983) – polski działacz ruchu ludowego, inżynier leśnik (absolwent Wyższej Szkoły Rolniczej w Krakowie z 1969) i polityk, poseł na Sejm PRL VIII kadencji z okręgu Nowy Sącz.

## Życiorys
Od kwietnia 1944 łącznik Armii Krajowej. W latach 1945–1948 sekretarz i prezes Związek Młodzieży Wiejskiej RP „Wici” we wsi Gózd i Klonów. W okresie 1948–1950 członek Związku Młodzieży Polskiej w Limanowej. W 1948 wstąpił do Stronnictwa Ludowego, a po zjednoczeniu działał w Zjednoczonym Stronnictwie Ludowym. Był wiceprezesem Wojewódzkiego Komitetu ZSL w Nowym Sączu. Pełnił mandat radnego rad narodowych: w Piwnicznej (miejskiej, w latach 1954–1958 i 1961–1965), Nowym Sączu (wojewódzkiej, w latach 1965–1969 i 1976–1980) i Krakowie (wojewódzkiej, w latach 1969–1976). Od 1980 był posłem na Sejm PRL (był członkiem Komisji Budownictwa i Przemysłu Materiałów Budowlanych i Leśnictwa i Przemysłu Drzewnego), zmarł w trakcie kadencji.

## Ordery i odznaczenia
- Krzyż Kawalerski Orderu Odrodzenia Polski
- Srebrny Krzyż Zasługi
- Medal 30-lecia Polski Ludowej